# 臺北市政府人事處
臺北市政府人事處（簡稱人事處），1967年成立，是臺北市政府所屬的一級機關。

## 演變
臺北市在未改制前，原隸屬於臺灣省政府，依照組織規程，臺北市政府設人事室，置主任。1967年7月1日，本市改制為院轄市，於臺北市政府設人事處，依法掌理人事管理事項。 

## 組織架構

### 處本部
- 處長1人
- 副處長1人
- 主任秘書1人
- 專門委員2人

### 內部單位
- 管理科：組織編制、預算員額、人力評鑑、分層負責與聘（僱）用人員、臨時人員、工友及原住民進用等綜合性人事規章、人事人員管理及其有關事項。
- 任用科：考試分發、任免遷調、職務歸系、身心障礙人員進用、暑期工讀及首長宣誓典禮等業務。
- 考訓科：考核、獎懲、考績（成）、保障、差勤、出國、訓練、進修及其有關事項。
- 給與科：待遇、福利、保險、退休、撫卹、資遣、休閒活動及其有關事項。
- 資訊室：人事資訊系統之規劃、發展、推動、管理、維護、訓練、電腦設備、人事資料管理及其有關事項。
- 秘書室：文書、檔案、出納、總務、財產管理、法制、公關、研考業務及不屬其他各單位事項。
- 主計機構：依法辦理歲計、會計及統計事項。
- 人事機構：依法辦理人事管理事項。

## 外部連結
- 臺北市政府人事處 （页面存档备份，存于）（中文）（英文）